# 1995년 롯데 자이언츠 시즌
1995년 롯데 자이언츠 시즌은 롯데 자이언츠가 KBO 리그에 참가한 14번째 시즌이다. 김용희 감독이 팀을 이끈 2번째 시즌으로, 팀은 8팀 중 정규시즌 3위에 오르며 포스트시즌에 진출했다. 이후 플레이오프에서 LG 트윈스를 상대로 4승 2패를 거두며 한국시리즈에 진출했다.(6경기 중 4경기가 한 점 차 승부였다.) 그러나 한국시리즈에서 OB 베어스에게 3승 4패로 패배(7경기 모두 3점 차 이내에서 승부가 갈렸다.)하며 최종 순위는 2위로 창단 2번째 준우승을 기록했다.
한편, 윤학길이  9월 16일 태평양전 선발승으로 1990년 4월 25일 같은 팀 김시진(OB전 완봉승) 이후 역대 두 번째 개인 100선발승 투수가 됐다.

## 타이틀
- 한일 슈퍼게임 국가대표: 주형광, 공필성, 마해영, 전준호
- KBO 골든글러브: 전준호 (외야수)
- 플레이오프 MVP: 주형광
- 올스타전 홈런더비 우승: 마해영
- 올스타 선발: 임수혁 (포수), 마해영 (1루수), 전준호 (외야수)
- 올스타전 추천선수: 주형광, 공필성
- 컴투스프로야구 레전드 카드: 전준호
- 컴투스프로야구2022 타이틀홀더 라인업: 전준호 (중견수)
- 출장(타자): 마해영, 공필성 (126)
- 득점: 전준호 (93)
- 3루타: 전준호 (12)
- 도루: 전준호 (69)
- 사구: 공필성 (22)
- 희생플라이: 마해영, 김응국 (8)
- 선발등판: 주형광 (29)

### 퓨처스리그
- 남부리그 출장(타자): 이지환 (56)
- 타석: 이지환 (233)
- 타수: 이지환 (213)
- 남부리그 안타: 이지환 (62)
- 2루타: 이지환 (17)

## 선수단
- 선발투수 : 주형광, 염종석, 윤학길, 강상수, 윤동배, 윤형배
- 구원투수 : 장승익, 가득염, 박지철, 권영진, 박부성, 이상번, 고성범, 김태형, 김태석
- 마무리투수 : 박동희, 김상현, 박보현, 김경환
- 포수 : 임수혁, 강성우, 전봉석, 양종성, 김선일
- 1루수 : 마해영, 이지환
- 2루수 : 박정태, 조규철, 김미호
- 유격수 : 김민재
- 3루수 : 공필성, 박현승
- 좌익수 : 김응국, 김종훈, 한영준
- 중견수 : 전준호
- 우익수 : 이종운, 김종헌, 손동일, 조성옥
- 지명타자 : 권재광, 박기복, 김옥일, 박지환, 박종일, 김영일, 김민호

## 특이 사항
- 팀은 시범경기 무패를 기록하여 KBO 리그 역대 시범경기 최고 승률을 기록했다.
- 전준호는 전반기 16 도루실패로 KBO 리그 단일 시즌 전반기 최다 기록을 세웠다.
- 팀은 총 220도루로 KBO 리그 역대 단일 시즌 팀 최다 도루를 기록했다.
- 주형광은 현재까지 원정 경기 등판만으로도 단일 시즌 규정 이닝을 채운 KBO 리그 마지막 투수다.
- 전준호는 25개의 도루 실패로[3] 역대 단일 시즌 최다 도루 실패 타이 기록을 세웠다.
- 강상수는 3완투승을 모두 완봉승으로 장식했는데[4][5][6] 역대 저실점 완투경기를 모두 완봉승으로 거둔 투수 공동 2위 타이 기록으로 남아 있다.
- 염종석은 18경기만 등판하고도 규정 이닝을 채워 KBO 리그 역대 규정 이닝 충족 투수 중 단일 시즌 최소 경기 등판 기록을 세웠다.
- 조성옥은 이 시즌을 끝으로 은퇴했는데, 통산 38도루를 기록하는 동안 도루실패는 43번 기록하여 KBO 리그 역대 통산 도루 성공률 50% 미만 타자 중 최다 도루, 최다 도루실패 기록을 세웠다.
- 주형광은 이 시즌까지의 통산 WAR 9.60, 선발 WAR 9.49, 387이닝, 선발 등판 56회, 21승, 148실점, 131자책점, 상대타자 수 1558명, 317피안타, 33피홈런, 294탈삼진, 인플레이타구 1086개 허용, 사이영포인트 112.9로 KBO 리그 역대 10대 투수 최고, 최다 기록을 세웠다.
- 김선일은 LG 트윈스와의 플레이오프 3차전에서 KBO 리그 플레이오프 사상 최초의 끝내기 안타를 쳤다.
- 주형광은 KBO 플레이오프의 첫 MVP가 되었으며 6차전에서 완봉승을 기록했는데[7] 정규시즌 완봉 경력 없는 선수가 이 해 포스트시즌 완봉승을 기록한 건 주형광 외에도 1992년 박동희(준플레이오프 2차전)[8] 1996년 정명원(한국시리즈 4차전 노히트노런)[9] 2002년 최상덕(플레이오프 3차전)[10] 2003년 정민태(한국시리즈 7차전)[11] 2009년 아킬리노 로페즈(한국시리즈 5차전)[12] 2015년 니퍼트(플레이오프 1차전)[13] 2017년 양현종(한국시리즈 2차전)이[14] 있다.
- 이종운은 포스트시즌에서 OPS 0.053에 그쳐 0.000이 아닌 선수들 중 KBO 리그 역대 단일 포스트시즌 최저 OPS를 기록했다.
- 염종석은 포스트시즌에서 2루타 8개를 맞아 KBO 리그 역대 단일 포스트시즌 최다 피2루타 기록을 세웠다.
- 김경환은 포스트시즌에서 고의4구 3개를 내줘 KBO 리그 역대 단일 포스트시즌 최다 고의4구 기록을 세웠다.
- 공필성은 KBO 포스트시즌 사상 처음으로 통산 10사구를 달성했다.
- 1996 신인드래프트에서 구단 사상 최초의 고졸우선지명으로 손균환, 이재섭, 이정훈을 지명하여 영입했다.

## 같이 보기
- 1993년 롯데 자이언츠 시즌
- 1996년 롯데 자이언츠 시즌